# Натан Даєр
Натан Даєр (англ. Nathan Dyer, нар. 29 листопада 1987, Троубрідж) — англійський футболіст, нападник клубу «Свонсі Сіті».

## Ігрова кар'єра
Розпочав займатись футболом в академії Саутгемптона, ще коли був підлітком. 

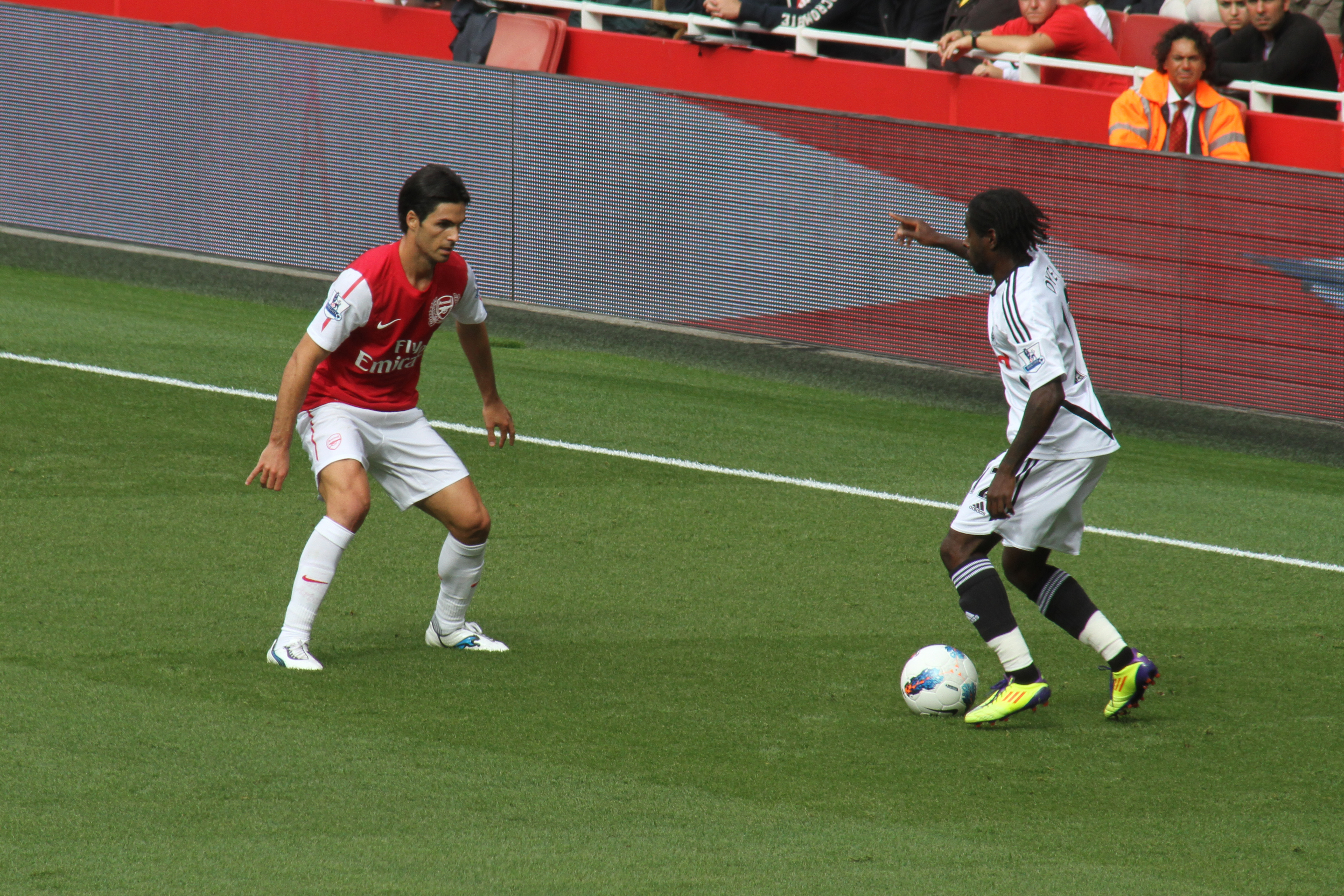
Натан Даєр (праворуч) проти Мікеля Артети. 11 вересня 2011 року.

У 2005 році він перейшов в основну команду і тут же відправився на правах оренди в Бернлі з Чемпіоншіпа, де зумів забити двічі, за п'ять матчів. Після повернення Дайер став запасним гравцем «Саутгемптона», що так само виступав у другому за рівнем дивізіоні Англії. Свій перший гол у чемпіонаті за «Саутгемптон» Даєр забив у вересні 2007. Всього за чотири роки провів за клуб лише 56 матчів в Чемпіоншіпі і забив один гол, так і не ставши основним гравцем.
З вересня 2008 до січня 2009 року перебував в оренді у «Шеффілд Юнайтеді». По закінченню оренди керівництво «Саутгемптона» вирішило відправити Даєра в чергову оренду, цього разу у «Свонсі Сіті». Після закінчення терміну валлійський клуб викупив контракт гравця. За офіційною інформацією, угода обійшлася клубу в 400 000 фунтів. За підсумками сезону 2010/11 Даєр допоміг команді вперше в історії вийти до Прем'єр-ліги, де і дебютував у її складі наступного сезону. 2013 року разом з клубом став володарем Кубка англійської ліги, причому сам Даєр у фінальній зустрічі зробив дубль і отримав Приз Алана Гардекера, що вручається найкращому гравцеві фіналу Кубка Футбольної ліги.
1 вересня 2015 року Даєр на правах оренди до кінця сезону приєднався до «Лестер Сіті» і допоміг клубу сенсаційно виграти перший титул Чемпіона Англії за їх 132-річну історію. Всього встиг відіграти за команду з Лестера 12 матчів в національному чемпіонаті, після чого повернувся до «Свонсі Сіті».

## Титули і досягнення

### Командні
- Володар Кубка англійської ліги (1):

«Свонсі Сіті»: 2012–13
- Чемпіон Англії (1):

«Лестер Сіті»: 2015–16

### Індивідуальні
- Володар Приза Алана Гардекера: 2013